# 양산여자중학교
양산여자중학교(梁山女子中學校)는 대한민국 경상남도 양산시 교동에 있는 사립 중학교이다.

## 학교 연혁
- 1968년 1월 9일 : 양산여자중학교 설립 인가
- 1968년 3월 5일 : 개교, 초대 교장 신광사 선생 취임
- 2017년 3월 1일 : 제8대 교장 김윤경 선생 취임
- 2023년 2월 11일 : 제53회 졸업식 거행 (졸업생 누계 16,411명)
- 2023년 3월 2일 : 제56회 입학식 거행 (신입생 271명)

## 참고 자료
- 양산여자중학교 - 한국교육학술정보원 학교알리미